# Дискоязычная лягушка
Дискоязычная лягушка, или расписная дискоязычная лягушка (лат. Discoglossus pictus) — вид из рода дискоязычных лягушек.

## Описание
Общая длина достигает 5—7,5 см. Внешне напоминает травяную лягушку. Зрачки вертикальные. Барабанная перепонка скрыта под кожей. Язык круглый, характерный для представителей этого рода. Её гладкая кожа серо-бурая или красноватая, с тёмными пятнами, которые нередко образуют два-три продольных ряда. Нижняя поверхность тела светлая, часто с бурыми крапинками.

## Образ жизни
Держится по берегам рек, ручьёв и озёр. Встречается на высоте до 1500 метров над уровнем моря. Активна ночью. Днём скрывается под камнями. Оптимальная температура для неё 25 ° C. Питается насекомыми и членистоногими.

## Размножение
Тихий голос самцов можно передать как быстро повторяющиеся «ха-а, ха-а» или «ва-а». Размножается в течение всего тёплого периода, откладывая икру 5—6 раз по 20—50 яиц. Всего самка за сезон откладывает до 6000 мелких яиц. Кладки икры в виде лепёшек лежат на дне водоёма. Головастики развиваются около 2 месяцев, сеголетки длиной около 30 мм.

## Распространение
Вид распространён на территории Каталонии (Испания), Русильон (Франция), Сицилии (Италия), острове Мальта, в Алжире и Тунисе.